# Bob Wolfenson
Roberto "Bob" Wolfenson (São Paulo, 1954) é um fotógrafo brasileiro.

## Biografia
Iniciou a carreira ao 16 anos como assistente de fotografia na Editora Abril onde permaneceu por quatro anos. Em 1974, passou a trabalhar como free-lancer, fazendo algumas revistas técnicas da Editora Abril, como Químicos e Derivados, Máquinas e Metais. As fotos eram de empresários – o famoso boneco, na linguagem jornalística.
Em 1978, montou seu primeiro estúdio e estudou Ciências Sociais. Em 1982 mudou-se para Nova Iorque, trabalhou como assistente do fotógrafo norte-americano Bill King. De volta ao Brasil, sua carreira tomou novo rumo e, a partir de 1985, começou a fazer editoriais para diversas revistas. A consagração como fotógrafo veio após a exposição Jardim da Luz, em 1996, no Museu de Arte de São Paulo.
Foi responsável por vários ensaios para a Playboy Brasil, onde a sua abordagem sofisticada e artística revolucionou o conceito de ensaio nu na imprensa brasileira. Fotografou nomes icónicos como Sônia Braga, Alessandra Negrini, Vera Fischer, Maitê Proença, combinando erotismo com narrativa visual, composição refinada e iluminação cinematográfica. Seu trabalho na revista consolidou sua reputação como um dos principais fotógrafos do país e elevou o padrão estético da publicação.
Em 2004 realizou a exposição Antifachada - Encadernação Dourada no Museu de Arte Brasileira da Fundação Armando Álvares Penteado, e  suas fotos passam a pertencer a diversas coleções, museus  e instituições de arte. MAB - FAAP
Atualmente é considerado por muitos como um dos maiores fotógrafos da América Latina. Bob Wolfenson fotografou dezenas de top models, fez muitas campanhas publicitárias importantes, apesar de ser essencialmente um artista.
Atualmente Bob Wolfenson é coeditor da revista da qual ele mesmo é cocriador, a S/N (lê-se Sem Número). Também é curador de fotografia do Movimento HotSpot.